# Beadnell
Beadnell är en ort och civil parish i Storbritannien.   Den ligger i grevskapet och kommunen Northumberland i riksdelen England, i den centrala delen av landet, 500 km norr om huvudstaden London. Beadnell ligger 8 meter över havet och antalet invånare är 528.
Terrängen runt Beadnell är platt. Havet är nära Beadnell åt nordost.  Närmaste större samhälle är Alnwick, 16,6 km söder om Beadnell. 